# Jewgienij Pluszczenko
Jewgienij Wiktorowicz Pluszczenko, ros. Евгений Викторович Плющенко (ur. 3 listopada 1982 w Dżamku) – rosyjski łyżwiarz figurowy startujący w konkurencji solistów. Dwukrotny mistrz olimpijski z Turynu (2006) i Soczi (2014, drużynowo), dwukrotny wicemistrz olimpijski z Salt Lake City (2002) i Vancouver (2010), trzykrotny mistrz świata (2001, 2003, 2004), siedmiokrotny mistrz Europy (2000, 2001, 2003, 2005, 2006, 2010, 2012), czterokrotny zwycięzca finału Grand Prix (1999, 2000, 2002, 2004) oraz dziesięciokrotny mistrz Rosji. 
Jeden z najbardziej utytułowanych łyżwiarzy figurowych w historii dyscypliny. Zakończył karierę amatorską 31 marca 2017 r.
W 2022 roku oficjalnie poparł Władimira Putina i zbrojny atak Rosji na Ukrainę. Stwierdził, że sankcje nałożone na rosyjskich łyżwiarzy spowodują spadek zainteresowania dyscypliną. W kwietniu 2022 roku zorganizował rewię łyżwiarską w Tule, która miała być promocją rosyjskiego łyżwiarstwa, a okazała się pro-wojennym wydarzeniem ku wsparciu Putina i rosyjskiej armii. 

## Życiorys
Jewgienij Pluszczenko urodził się w Dżamku, w Kraju Chabarowskim na terenie ówczesnego Związku Radzieckiego. Jego matka Tatjana (zm. 2015 r.) pochodziła z Wołgogradu, a jego ojciec Wiktor, stolarz pracujący przy budowie kolei Bajkał-Amur pochodził z Doniecka. Pluszczenko ma starszą siostrę. Mieszkał z rodziną w drewnianym wagonie niedaleko Chabarowska. Trudne warunki bytowe odbiły się na zdrowiu Jewgienija. Z powodu choroby syna Wiktor i Tatiana Pluszczenko przenieśli się w 1986 roku do Wołgogradu, a w 1994 roku do Petersburga. Jego rodzice nigdy nie oglądali jego występów łyżwiarskich na żywo.
18 czerwca 2005 roku podczas ceremonii w Petersburgu poślubił Mariję Jermak z którą ma syna Jegora, którego pierwotnie nazwano Kristian (ur. 15 czerwca 2006). Po rozwodzie rodziców w lutym 2008 roku Jegor przybrał nazwisko matki. W sierpniu 2009 roku ogłoszono zaręczyny Pluszczenko z Janą Rudkowską, producentką muzyczną Dimy Biłana. Jana i Jewgienij pobrali się 12 września 2009 roku. Jana ma dwóch synów z poprzedniego małżeństwa z Wiktorem Baturinem, Nikołaja i adoptowanego przez nią Andrieja (biologicznego syna Baturina i jego żony Juliji Saltowiec) Jana i Jewgienij mają dwóch wspólnych synów, Aleksandra (ur. w styczniu 2013 roku), który od najmłodszych lat rozpoczął treningi łyżwiarstwa figurowego oraz Arseniego (ur. 25 września 2020), którego urodziła im surogatka.

## Kariera
Pluszczenko rozpoczął karierę w wieku czterech lat. W wieku jedenastu lat przeniósł się do Petersburga, gdzie trafił pod skrzydła trenera Aleksieja Miszyna, którego podopiecznym był wtedy inny przyszły mistrz olimpijski Aleksiej Jagudin.
Owocami tej współpracy były szybkie sukcesy. Jako czternastolatek Jewgienij triumfował w Mistrzostwach Świata Juniorów w Seulu w 1997 roku. Seniorskie sukcesy rozpoczął od zdobycia brązowego medalu na Mistrzostwach Świata w Minneapolis w 1998 roku. Wtedy Jagudin uznał, że trenowanie razem z Pluszczenką może zaszkodzić jego karierze i zerwał współpracę z Miszynem. W późniejszych latach obaj wielokrotnie rywalizowali o najwyższe laury na światowych imprezach.
Pluszczenko był również najmłodszym łyżwiarzem figurowym, który otrzymał notę 6,0 – miał wówczas 16 lat.
Po drodze do Igrzysk Olimpijskich w Salt Lake City został mistrzem świata w Vancouver w 2001 roku oraz trzykrotnie triumfował w Mistrzostwach Europy. Podczas Igrzysk stoczył kolejną walkę o złoto z Jagudinem. Po złym występie w programie krótkim zajmował 4. miejsce, jednak po znakomitym występie w programie dowolnym (przy Carmen) awansował na drugą pozycję i zdobył srebrny medal. Mistrzem olimpijskim został Aleksiej Jagudin zdobywając najwyższą notę w historii olimpijskich zmagań.
Po zakończeniu kariery przez Jagudina Jewgienij Pluszczenko zdominował rywalizację łyżwiarzy figurowych. Przegrał tylko dwukrotnie: w Finale Grand Prix w 2004 roku oraz na Mistrzostwach Europy w Budapeszcie w tym samym roku, gdzie przegrał z Brianem Joubertem. Na MŚ w 2005 roku w Moskwie odniósł kontuzję podczas programu krótkiego, co uniemożliwiło mu dalszą rywalizację w tamtym sezonie.
Pluszczenko był głównym faworytem do złota na Igrzyskach w Turynie. Pomimo niepewności związanej z nowym systemem sędziowania Pluszczenko dominował przez całą rywalizację, zdobywając złoty medal olimpijski. W programie dowolnym akompaniował mu węgierski skrzypek Edvin Marton. Po Igrzyskach zawiesił amatorską karierę.
Pluszczenko jako pierwszy wykonał poprawnie kombinację skoków poczwórny-potrójny-potrójny. Jest też jednym z bardzo nielicznych solistów, który prezentował w swoich układach piruet Biellmann.
W marcu 2009 roku powrócił do zawodowego treningu. Pierwszym występem po przerwie były zawody Grand Prix w Moskwie, w których zajął pierwsze miejsce z wynikiem 240.65 pkt. Jeszcze pod koniec roku 2009 został po raz ósmy Mistrzem Rosji.
W styczniu 2010 roku po czteroletniej przerwie wystąpił w Mistrzostwach Europy w Tallinnie. Już podczas programu krótkiego nie pozostawił złudzeń rywalom, ustanawiając wynikiem 91.30 pkt nowy rekord świata. 21 stycznia, po znakomitym programie dowolnym zdobył po raz szósty złoty medal ME.
Podczas Igrzysk Olimpijskich w Vancouver zdobył srebrny medal. Mimo prowadzenia po programie krótkim przegrał walkę o złoto z Evanem Lysackiem. Nie udało mu się tym samym stać się pierwszym od 58 lat zawodnikiem, który obronił olimpijski tytuł. Po zakończeniu zmagań w Vancouver Pluszczenko zapowiedział, że występ na olimpijskiej tafli był jego ostatnim.

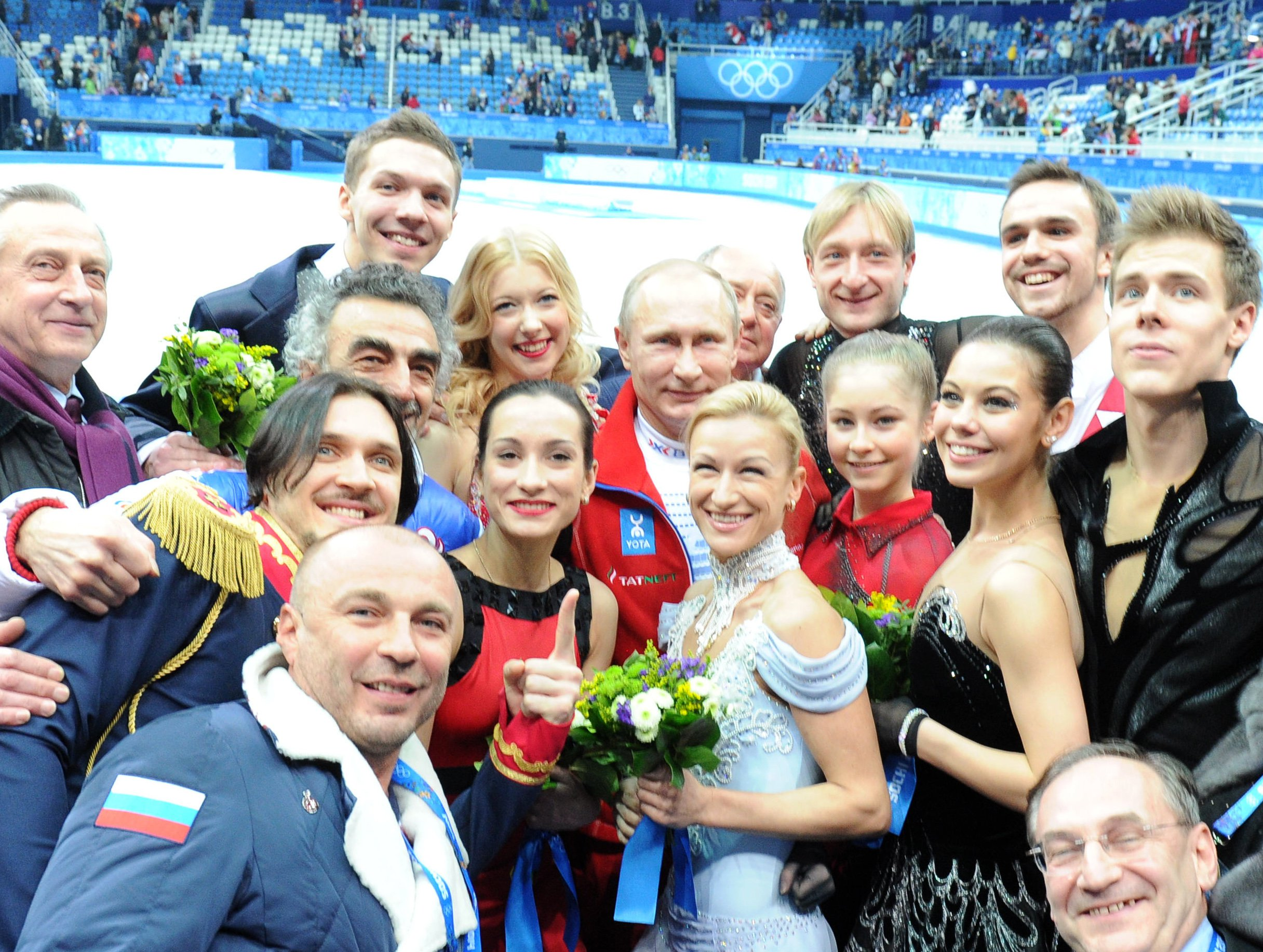
Reprezentacja Rosji wraz z Władimirem Putinem po zdobyciu złotego medalu olimpijskiego w drużynie w 2014 r.

Mimo drugiego w karierze oficjalnego wycofania się z zawodów, Pluszczenko nie rozstał się całkowicie z taflą lodową. Zbliżające się Zimowe Igrzyska Olimpijskie 2014 w Soczi skłoniły go do pozostania przy łyżwiarstwie. 
Zimowe Igrzyska Olimpijskie 2014 w Soczi były czwartym występem olimpijskim dla Pluszczenko. Wziął on udział w pierwszych w historii zawodach drużynowych, gdzie był drugi w programie krótkim z notą 91,39 pkt ustępując jedynie Japończykowi Yuzuru Hanyū oraz wygrał rywalizację w programie dowolnym z notą 168,20 pkt. Ostatecznie 9 lutego 2014 r. reprezentacja Rosji z Pluszczenko zdobyła złoty medal olimpijski z 10-punktową przewagą nad reprezentacją Kanady. Dla Pluszczenko był to czwarty, a drugi złoty medal olimpijski w karierze. Podczas treningów do konkursu indywidualnego doznał kontuzji kręgosłupa. W trakcie programu krótkiego 13 lutego 2014 r. Pluszczenko musiał zrezygnować z kontynuowania występu z powodu odnowienia się kontuzji. Tego samego dnia był zmuszony ogłosić zakończenie swojej wieloletniej kariery amatorskiej. Był to kolejny uraz Pluszczenko, który w trakcie swojej ponad 16-letniej kariery łyżwiarskiej musiał poddać się 12 operacjom skutkiem odniesionych kontuzji.
Po trzech powrotach do uczestnictwa w zawodach, Pluszczenko oficjalnie zakończył karierę amatorską 31 marca 2017 r., czyli ponad trzy lata od swojego ostatniego występu, który miał miejsce na igrzyskach olimpijskich w Soczi.

### Inne

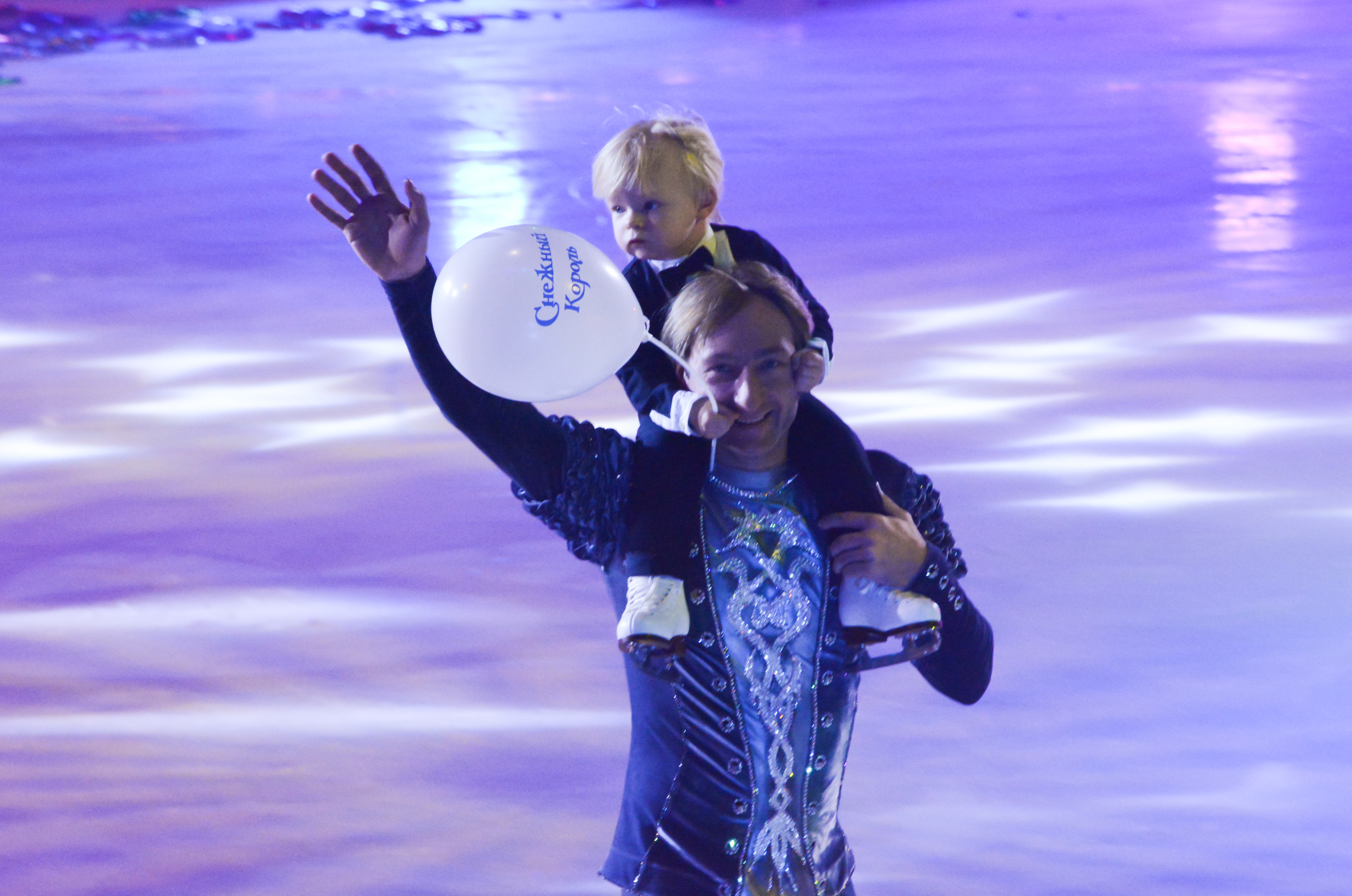
Pluszczenko ze swoim synem podczas Snow King show w 2015 r.

W 2006 r. wraz z Iriną Słucką prowadził rosyjską wersję programu Gwiazdy tańczą na lodzie. Pluszczenko wziął także udział w 53. Konkursie Piosenki Eurowizji. Wystąpił na umieszczonej na scenie tafli lodu, towarzysząc reprezentującym Rosję piosenkarzowi Dimie Biłanowi i skrzypkowi Edvinowi Martonowi, którzy zdobyli pierwsze miejsce.
Po zakończeniu kariery sportowej Pluszczenko kontynuował występy w rewiach łyżwiarskich m.in. Stars on Ice. W 2017 r. rozpoczął pracę jako trener łyżwiarski specjalizujący się w jeździe indywidualnej m.in. Adeliny Sotnikowej, Sierafimy Sachanowicz oraz swojego syna Aleksandra Pluszczenko. Od 5 kwietnia 2017 r. Pluszczenko prowadzi klub łyżwiarski Angels of Plushenko Academy w Moskwie, który zajmuje się szkoleniem dzieci i młodzieży oraz organizacją obozów łyżwiarskich.

## Osiągnięcia
| Zawody                                | 95–96          | 96–97          | 97–98          | 98–99          | 99–00          | 00–01          | 01–02          | 02–03          | 03–04          | 04–05          | 05–06          | 09–10          | 10–11          | 11–12          | 12–13          | 13–14          |                |                |                |
| Międzynarodowe                        | Międzynarodowe | Międzynarodowe | Międzynarodowe | Międzynarodowe | Międzynarodowe | Międzynarodowe | Międzynarodowe | Międzynarodowe | Międzynarodowe | Międzynarodowe | Międzynarodowe | Międzynarodowe | Międzynarodowe | Międzynarodowe | Międzynarodowe | Międzynarodowe | Międzynarodowe | Międzynarodowe | Międzynarodowe |
| ------------------------------------- | -------------- | -------------- | -------------- | -------------- | -------------- | -------------- | -------------- | -------------- | -------------- | -------------- | -------------- | -------------- | -------------- | -------------- | -------------- | -------------- | -------------- | -------------- | -------------- |
| Igrzyska olimpijskie                  |                |                |                |                |                |                | 2              |                |                |                | 1              | 2              |                |                |                | WD             |                |                |                |
| Mistrzostwa Świata                    |                |                | 3              | 2              | 4              | 1              |                | 1              | 1              | WD             |                |                |                |                |                |                |                |                |                |
| Mistrzostwa Europy                    |                |                | 2              | 2              | 1              | 1              |                | 1              | 2              | 1              | 1              | 1              |                | 1              | WD             |                |                |                |                |
| GP Finał Grand Prix                   |                |                | 5              | 3              | 1              | 1              | 2              | 1              | 2              | 1              |                |                |                |                |                |                |                |                |                |
| GP Bofrost Cup on Ice                 |                |                |                |                | 1              | 1              | 1              | 1              |                |                |                |                |                |                |                |                |                |                |                |
| GP NHK Trophy                         |                |                |                | 1              | 1              | 1              |                |                |                |                |                |                |                |                |                |                |                |                |                |
| GP Cup of Russia                      |                | 4              | 2              | 2              | 1              | 1              | 1              | 1              | 1              | 1              | 1              | 1              |                |                |                | WD             |                |                |                |
| GP Skate America                      |                |                | 2              |                |                |                |                |                |                |                |                |                |                |                |                |                |                |                |                |
| GP Skate Canada International         |                |                |                | 1              |                |                |                |                | 1              |                |                |                |                |                |                |                |                |                |                |
| GP Trophée Lalique                    |                |                |                |                |                |                |                |                | 1              |                |                |                |                |                |                |                |                |                |                |
| Finlandia Trophy                      |                | 7              | 3              |                |                |                |                |                |                |                |                |                |                |                |                |                |                |                |                |
| Volvo Open Cup                        |                |                |                |                |                |                |                |                |                |                |                |                |                |                |                | 1              |                |                |                |
| Igrzyska dobrej woli                  |                |                |                | 3              |                |                | 1              |                |                |                |                |                |                |                |                |                |                |                |                |
| Campbell's                            |                |                |                |                |                |                |                | 2              | 1              |                |                |                |                |                |                |                |                |                |                |
| Międzynarodowe: Kategorie młodzieżowe |                |                |                |                |                |                |                |                |                |                |                |                |                |                |                |                |                |                |                |
| Mistrzostwa Świata Juniorów           | 6              | 1              |                |                |                |                |                |                |                |                |                |                |                |                |                |                |                |                |                |
| Blue Swords                           |                | 1 J            |                |                |                |                |                |                |                |                |                |                |                |                |                |                |                |                |                |
| Olimpijski festiwal młodzieży Europy  |                | 1 J            |                |                |                |                |                |                |                |                |                |                |                |                |                |                |                |                |                |
| Krajowe                               |                |                |                |                |                |                |                |                |                |                |                |                |                |                |                |                |                |                |                |
| Mistrzostwa Rosji                     | 6              | 4              | 3              | 1              | 1              | 1              | 1              |                | 1              | 1              | 1              | 1              |                | 1              | 1              | 2              |                |                |                |
| Zawody drużynowe                      |                |                |                |                |                |                |                |                |                |                |                |                |                |                |                |                |                |                |                |
| Igrzyska olimpijskie                  |                |                |                |                |                |                |                |                |                |                |                |                |                |                |                | 1 T            |                |                |                |
| Japan Open                            |                |                |                |                |                |                |                |                |                |                |                |                | 3 T 3 P        |                | 3 T 4 P        |                |                |                |                |